# 池辺忠則
池辺 忠則（いけべ ただのり、1952年6月1日 - ）は、大分県出身の元プロ野球選手（捕手）。

## 来歴・人物
別府大附高から、1970年にドラフト外で西鉄ライオンズへ入団。同郷の稲尾和久監督が紹介を受けてブルペン捕手要員で獲得した。
5年間在籍したが、一軍出場のないまま1975年に現役を引退した。

## 詳細情報

### 年度別打撃成績
- 一軍公式戦出場なし

### 背番号
- 64 （1971 - 1973年）
- 60 （1974 - 1975年）